# Ariadne. Forum für Frauen- und Geschlechtergeschichte
Die Zeitschrift Ariadne. Forum für Frauen- und Geschlechtergeschichte wird von der Stiftung Archiv der deutschen Frauenbewegung, die sich in Kassel befindet, seit 1985 herausgegeben. Jede Ausgabe ist einem Schwerpunktthema im Bereich „Historische Frauen- und Frauenbewegungsgeschichte“ gewidmet.

## Geschichte
Die Zeitschrift Ariadne. „Forum für Frauen- und Geschlechtergeschichte“ erscheint seit 1985. Bis zum Heft 37/38 (2000) führte sie den Untertitel „Almanach des Archivs der deutschen Frauenbewegung“.
Aufgabe der Zeitschrift ist es, den Themenschwerpunkt der Stiftung – „Historische Frauen- und Frauenbewegungsgeschichte“ – für ein breit gefächertes Publikum auf vielfältige Weise aufzubereiten. Dies soll nicht nur mittels wissenschaftlicher Beiträge geschehen, die nach Möglichkeit reich bebildert werden, sondern auch durch Dokumentationen. Ariadne versteht sich als Sprachrohr für Fragestellungen aus den Geschichts- und Kulturwissenschaften.
Sie erschien seit 1985 anfangs dreimal, seit 1990 zweimal jährlich (Mai und November). Jedes Heft war und ist auch weiterhin einem Themenschwerpunkt gewidmet.

## Thematiken der Ausgaben

### Ausgabe 2018
Beispiel: Die Ausgabe 73/74 von 2018 trägt den Titel „Die weibliche/n Geschichte/n der Weimarer Republik“
Sie wurde folgendermaßen angekündigt:
„Die aktuelle Ausgabe der ‚Ariadne. Forum für Frauen und Geschlechtergeschichte‘ widmet sich der facettenreichen Geschichte von Frauen, Geschlechterrollen und -bildern, Politik, Wahlrecht, Bildung und Frauenbewegung in der Weimarer Republik.
- Was wurde aus dem politischen Auftrag und der Chance von Frauen, das erste Mal passives und aktives Wahlrecht auszuüben?
- Mit welchem Selbstverständnis agierten ›die‹ Frauen?
- Wie ließ sich Demokratie lernen, welche Plätze nahmen sich Frauen, welche wurden ihnen geboten?
- Wie gestaltete sich Frauenleben in den Spannungsverhältnissen der Weimarer Republik, die von Konservatismus, Sozialismus und Liberalismus geprägt waren?“

„So steht nicht nur die Frage im Mittelpunkt, wie die Frauenbewegung bereits im deutschen Kaiserreich für das politische Wahlrecht stritt, sondern auch welche Erwartungen die bürgerliche, proletarische und konfessionelle Frauenbewegung mit dem erworbenen Frauenwahlrecht verband, wie sie ihre Handlungsspielräume nutzte und wie sie im politischen System der ersten deutschen Demokratie ankam. Aber auch ablehnende, antirepublikanische weibliche Stimmen werden hörbar. Dazu werden von den Autor_innen Positionen, Aktionen, Strategien, Lebensläufe und mediale Rollenbilder analysiert.“

### Frühere Ausgaben
- Ariadne 72 (2017), Entwurzelungen. Flucht, Migration, Vertreibung, Exil
- Ariadne 69 (2016), FrauenBewegung. Geschlechtergeschichte und Sport
- Ariadne 70 (2016), Themenheft Zeitgeschichte
- Ariadne 67/68 (2015), „Die Geschichte der deutschen Frauenbewegung seit 150 Jahren. Ein Grund zu feiern, zu erinnern und Geschichte(n) zu erzählen“
- Ariadne 66 (2014), „... da sagten die Frauen: Nein!“ Gegen Militarisierung und Krieg – 100 Jahre Frauenfriedensbewegung
- Ariadne 65 (2014), Generation F. Wie vererbt sich Frauenbewegung?
- Ariadne 64 (2013), Umweltgeschichte und Geschlecht. Von Antiatomkraftbewegung bis Ökofeminismus[4]